# Orlando Parker
Orlando Isaiah Parker (* 16. September 1991 in Orlando) ist ein US-amerikanischer Basketballspieler.

## Laufbahn
Parker ging im US-Bundesstaat Florida auf die Orlando Christian Prep School, ehe er 2010 am Wagner College (Bundesstaat New York) ein Studium der Betriebswirtschaftslehre aufnahm und für die Basketball-Mannschaft der Hochschule in der ersten Division der NCAA spielte. Bis zum Ende des Spieljahres 2013/14 vertrat er Wagners Farben in 120 Spielen und erzielte im Durchschnitt sechs Punkte sowie 4,8 Rebounds.
Der Flügelspieler wagte den Sprung in den Profibereich und spielte im Sommer 2014 für den kolumbianischen Verein Tayronas de Santa Marta. Im Spieljahr 2014/15 verstärkte er die Limerick Eagles in der höchsten Spielklasse der Republik Irland.
Im Spieljahr 2015/16 erzielte er für den deutschen Regionalligisten Baskets Vilsbiburg im Durchschnitt 22,6 Punkte sowie 9,4 Rebounds pro Begegnung und wurde vom Basketball-Nachrichtenanbieter eurobasket.com zum Spieler des Jahres der 1. Regionalliga Südost gekürt. Er wechselte zu PS Karlsruhe und schaffte mit der Mannschaft als Aufsteiger in der 2. Bundesliga ProB den Durchmarsch in die 2. Bundesliga ProA. An diesem Erfolg war Parker mit durchschnittlich 13,2 Punkten sowie 5,7 Rebounds pro Spiel beteiligt. Im Spieljahr 2017/18 erreichte der Flügelspieler mit Karlsruhe in der 2. Bundesliga ProA das Halbfinale. Er erzielte während dieser Saison im Mittel 10,2 Punkte je Begegnung. Er war in Karlsruhe Mannschaftskapitän, nach dem Ende der Saison 2019/20 verließ er Karlsruhe.
Parker setzte seine Laufbahn bei den London Lions in Großbritannien fort, im Spieljahr 2021/22 stand er bei Anorthosis Ammohostou auf Zypern unter Vertrag.